# Iwol
Iwol est un village du Sénégal oriental, situé en altitude, entre le Parc national du Niokolo-Koba et la Guinée.

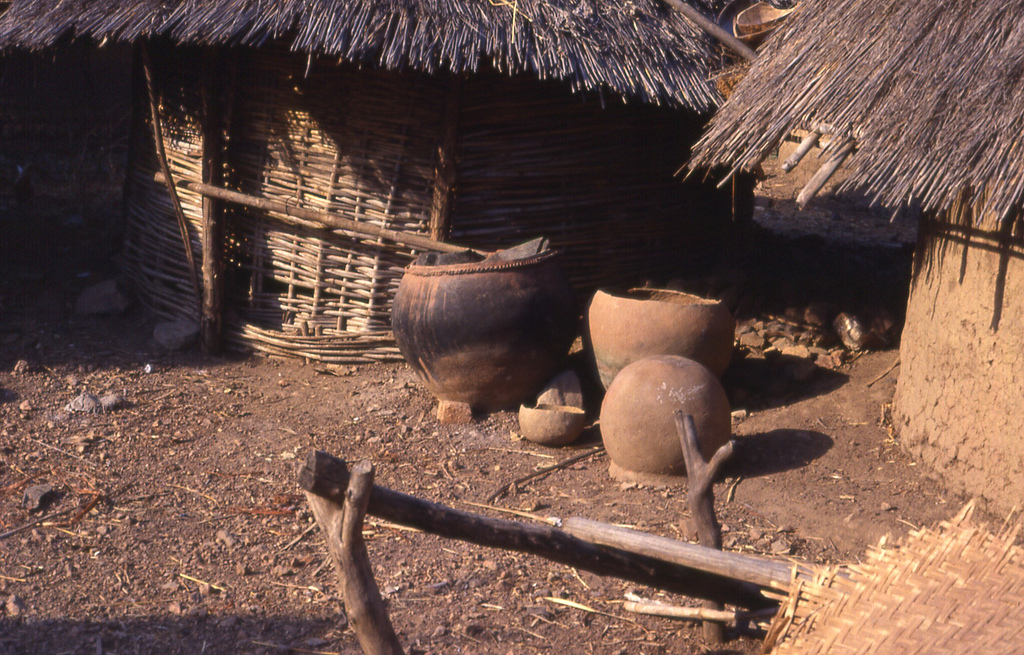
Gros récipients d'argile pour le brassage de boissons alcoolisées

## Histoire
Fondée au XIIIe siècle, la localité est généralement considérée comme la « capitale du pays bédik ».

## Administration
Iwol fait partie de l'arrondissement de Bandafassi dans le département de Kédougou (région de Kédougou).

## Géographie

### Population

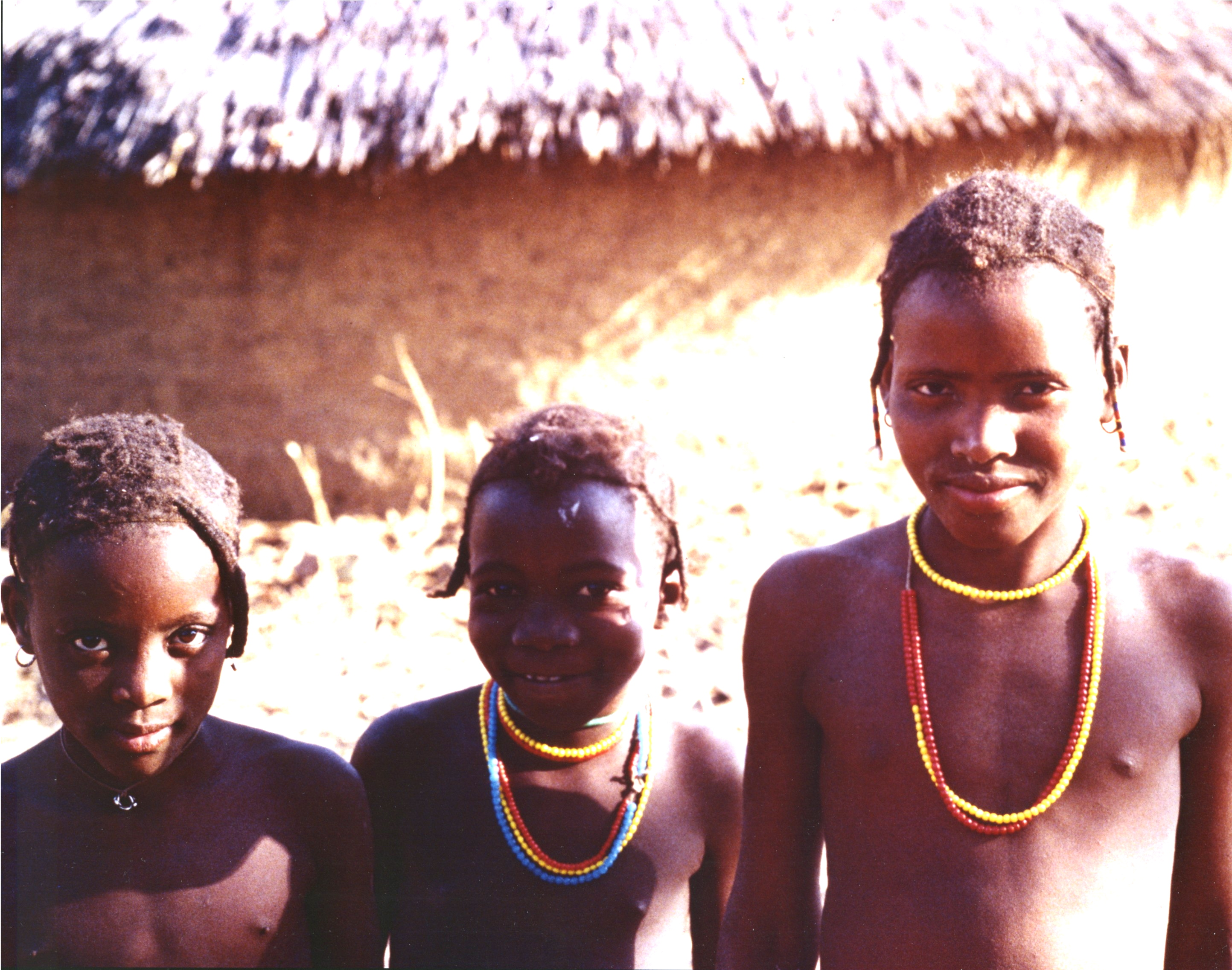
Fillettes bédik (vers 1981)

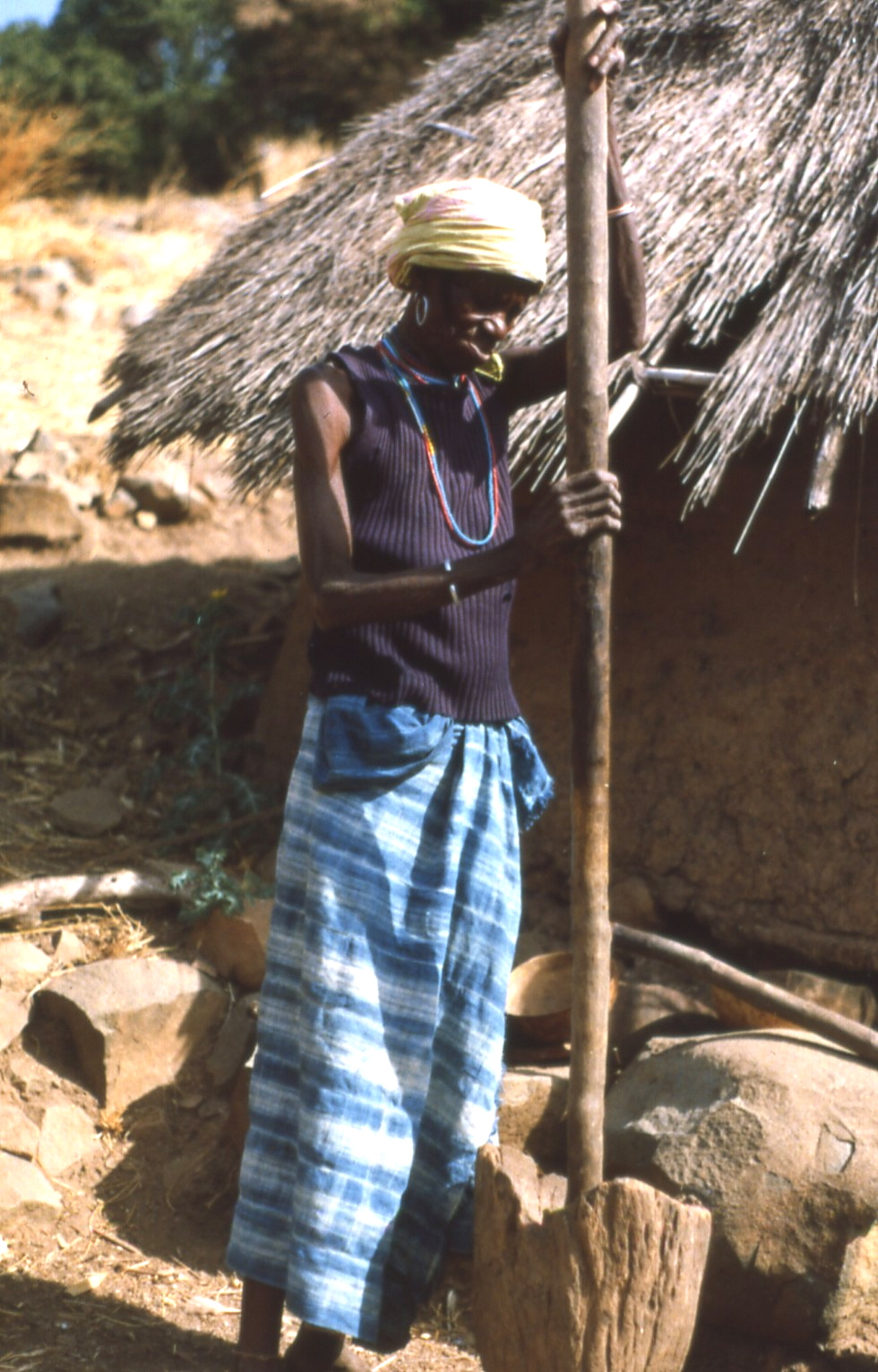
Femme bédik

La population est principalement d'origine bédik.